# Hrvatska nogometna B reprezentacija
Hrvatska nogometna B reprezentacija natječe se pod organizacijom Hrvatskog nogometnog saveza.
B reprezentacija je do danas odigrala samo dvije utakmice u povijesti:
| Datum              | Mjesto           | Protivnik | Rezultat |
| ------------------ | ---------------- | --------- | -------- |
| 19. siječnja 1999. | Nimes, Francuska | Francuska | 0:2      |
| 30. siječnja 2001. | Pula, Hrvatska   | Rumunjska | 2:2      |

## Vanjske poveznice
- Službene stranice HNS-a

| Nogomet u Hrvatskoj                                                           | Nogomet u Hrvatskoj |
| ----------------------------------------------------------------------------- | --- |
|                                                                               | |
| Hrvatski nogometni savez                                                      | |
|                                                                               | |
| Reprezentacije i selekcije                                                    | Muške reprezentacije "A" • "B" • do 23 • do 21 • do 20 • do 19 • do 18 • do 17 • do 16 • do 15 • do 14 Ženske reprezentacije "A" • do 19 • do 17 • do 15 Futsalske reprezentacije "A" • do 21 • do 19 Ostale selekcije beskućnička • gluhih • liječnička • policijska • romska • svećenička • veteranska • vojna |
|                                                                               | |
| Ligaška natjecanja                                                            | HNL • 1. NL • 2. NL • 3. NL • 4. HNL • 1. ŽNL • 2. ŽNL • 3. ŽNL • 4. ŽNL • Ligaški sustav |
|                                                                               | |
| Kup natjecanja                                                                | Hrvatski nogometni kup • Hrvatski nogometni superkup |
|                                                                               | |
| Natjecanja za mlađe selekcije                                                 | juniori (prvenstvo / kup) • kadeti (prvenstvo / kup) • pioniri (prvenstvo / kup) |
|                                                                               | |
| Natjecanja za veterane                                                        | nogometno prvenstvo veterana • dvoransko prvenstvo veterana |
|                                                                               | |
| Natjecanja za žene                                                            | 1. HNLŽ • 2. HNLŽ • HNK za žene • 1. HMNLŽ |
|                                                                               | |
| Malonogometna natjecanja                                                      | 1. HMNL • 2. HMNL • Malonogometni kup • Malonogometni superkup • 1. HMNLŽ • Dvoransko prvenstvo 1. HNL |
|                                                                               | |
| Nogomet u Hrvatskoj • Popis klubova • Popis nogometaša • Popis bivših klubova | |
| Muške reprezentacije                                                          | "A" • "B" • do 23 • do 21 • do 20 • do 19 • do 18 • do 17 • do 16 • do 15 • do 14 |
|                                                                               | |
| Ženske reprezentacije                                                         | "A" • do 19 • do 17 • do 15 |
|                                                                               | |
| Futsalske reprezentacije                                                      | "A" • do 21 • do 19 |
|                                                                               | |
| Ostale selekcije                                                              | beskućnička • gluhih • liječnička • policijska • romska • svećenička • veteranska • vojna |

| Muške reprezentacije     | "A" • "B" • do 23 • do 21 • do 20 • do 19 • do 18 • do 17 • do 16 • do 15 • do 14         |
|                          |                                                                                           |
| Ženske reprezentacije    | "A" • do 19 • do 17 • do 15                                                               |
|                          |                                                                                           |
| Futsalske reprezentacije | "A" • do 21 • do 19                                                                       |
|                          |                                                                                           |
| Ostale selekcije         | beskućnička • gluhih • liječnička • policijska • romska • svećenička • veteranska • vojna |

| Nogomet u Hrvatskoj                                                           | Nogomet u Hrvatskoj |
| ----------------------------------------------------------------------------- | --- |
|                                                                               | |
| Hrvatski nogometni savez                                                      | |
|                                                                               | |
| Reprezentacije i selekcije                                                    | Muške reprezentacije "A" • "B" • do 23 • do 21 • do 20 • do 19 • do 18 • do 17 • do 16 • do 15 • do 14 Ženske reprezentacije "A" • do 19 • do 17 • do 15 Futsalske reprezentacije "A" • do 21 • do 19 Ostale selekcije beskućnička • gluhih • liječnička • policijska • romska • svećenička • veteranska • vojna |
|                                                                               | |
| Ligaška natjecanja                                                            | HNL • 1. NL • 2. NL • 3. NL • 4. HNL • 1. ŽNL • 2. ŽNL • 3. ŽNL • 4. ŽNL • Ligaški sustav |
|                                                                               | |
| Kup natjecanja                                                                | Hrvatski nogometni kup • Hrvatski nogometni superkup |
|                                                                               | |
| Natjecanja za mlađe selekcije                                                 | juniori (prvenstvo / kup) • kadeti (prvenstvo / kup) • pioniri (prvenstvo / kup) |
|                                                                               | |
| Natjecanja za veterane                                                        | nogometno prvenstvo veterana • dvoransko prvenstvo veterana |
|                                                                               | |
| Natjecanja za žene                                                            | 1. HNLŽ • 2. HNLŽ • HNK za žene • 1. HMNLŽ |
|                                                                               | |
| Malonogometna natjecanja                                                      | 1. HMNL • 2. HMNL • Malonogometni kup • Malonogometni superkup • 1. HMNLŽ • Dvoransko prvenstvo 1. HNL |
|                                                                               | |
| Nogomet u Hrvatskoj • Popis klubova • Popis nogometaša • Popis bivših klubova | |
| Muške reprezentacije                                                          | "A" • "B" • do 23 • do 21 • do 20 • do 19 • do 18 • do 17 • do 16 • do 15 • do 14 |
|                                                                               | |
| Ženske reprezentacije                                                         | "A" • do 19 • do 17 • do 15 |
|                                                                               | |
| Futsalske reprezentacije                                                      | "A" • do 21 • do 19 |
|                                                                               | |
| Ostale selekcije                                                              | beskućnička • gluhih • liječnička • policijska • romska • svećenička • veteranska • vojna |

| Muške reprezentacije     | "A" • "B" • do 23 • do 21 • do 20 • do 19 • do 18 • do 17 • do 16 • do 15 • do 14         |
|                          |                                                                                           |
| Ženske reprezentacije    | "A" • do 19 • do 17 • do 15                                                               |
|                          |                                                                                           |
| Futsalske reprezentacije | "A" • do 21 • do 19                                                                       |
|                          |                                                                                           |
| Ostale selekcije         | beskućnička • gluhih • liječnička • policijska • romska • svećenička • veteranska • vojna |